# Базанины
Базанины — старинный русский дворянский род.
История дворянского рода этой фамилии начинается от Сувара Базанина, жившего во второй половине XVI века и имевшего троих сыновей, один из которых — Афанасий и стал родоначальником Базаниных.

## Описание герба
В щите, разделённом перпендикулярно надвое, в правом красном поле изображены золотой полумесяц рогами в правую сторону обращённый, и под ним колчан того же металла. В левом голубом поле видна выходящая из облака у подошвы щита означенного рука в серебряных латах, держащая за остроконечия две серебряные стрелы, бунчук, имеющий древко золотое с сидящею на поверхности птицей, и саблю.
Щит увенчан дворянским шлемом с дворянскою на нём короною и тремя страусовыми перьями. Намёт на щите голубой, подложенный золотом.
Герб дворянского рода Базаниных был записан в Часть VI Общего гербовника дворянских родов Всероссийской империи, страница 44.